# Ryan Molloy

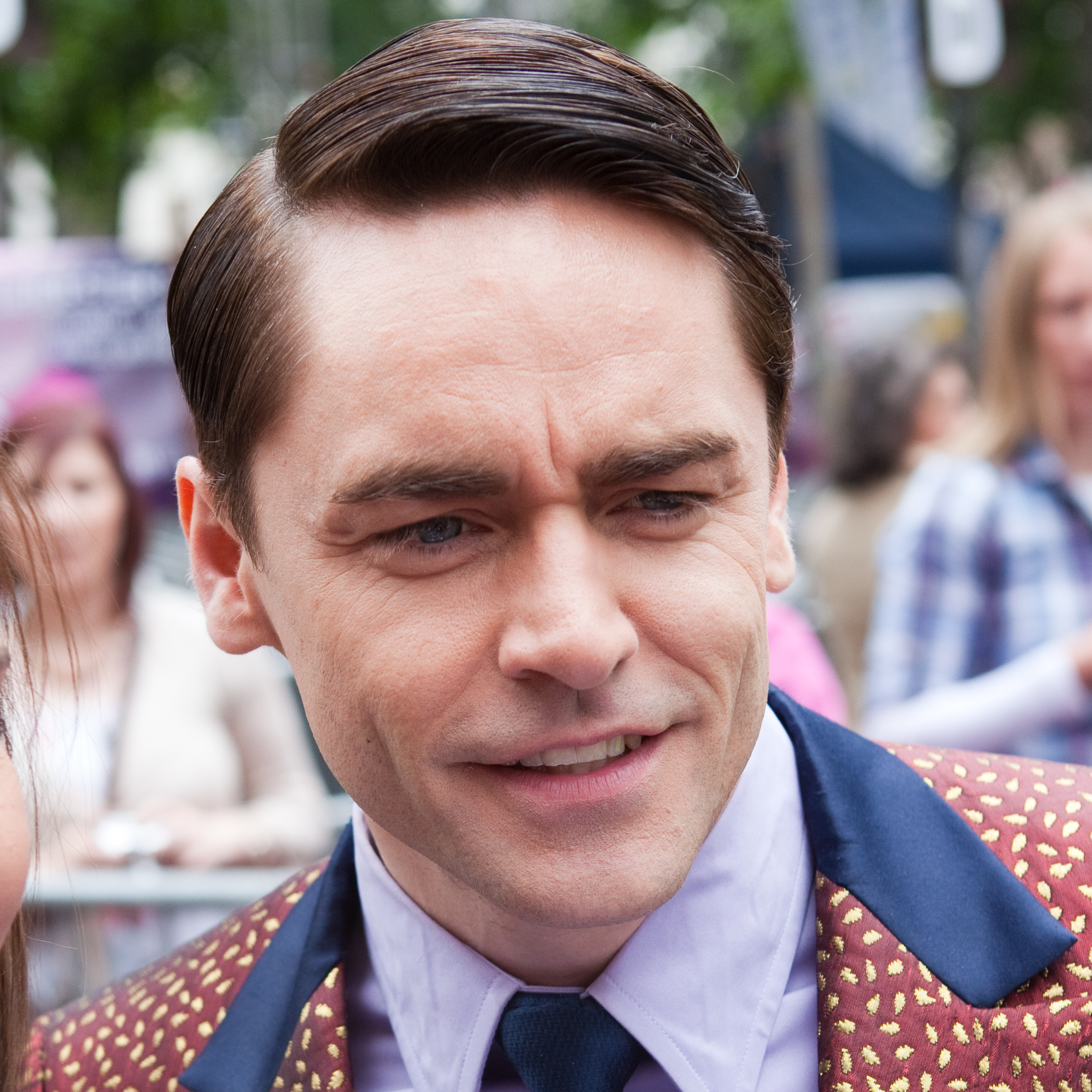
Ryan Molloy in seiner Rolle als Frankie Valli aus dem Musical Jersey Boys während eines Auftritts bei West End Live 2010.

Ryan Molloy (* 1976 in North Shields, Northumberland) ist ein britischer Sänger und Songwriter. In den Jahren 2004 und 2005 trat er als Frontmann bei Konzerten der Popformation Frankie Goes to Hollywood auf. 
Molloy besuchte in North Tyneside die Schule und studierte an der University of California in Los Angeles. Er arbeitete mit Richard Brander zusammen und trat zunächst am Valley Theatre in Los Angeles, dann auch in Schottland und London im Theater und in Musicals auf, unter anderem beim Edinburgh Festival und in den Musicals Tonight’s the Night und Jersey Boys.